# Andreya Triana
Andreya Triana – brytyjska eksperymentalna artystka, pochodząca z Londynu, która obecnie mieszka w Brighton. Jej debiutancki singiel  Lost Where I Belong, pochodzący z albumu o tej samej nazwie, został wydany w kwietniu 2010 roku w wytwórni Ninja Tune. Producentem płyty był Simon Green (lepiej znany jako Bonobo). Cała płyta ukazała się na rynku angielskim 23 sierpnia 2010. W Polsce album został wydany przez Isound Labels.

## Dyskografia
- 2010: Lost Where I Belong
- 2015: Giants